# 사메시마 아야
사메시마 아야(일본어: 鮫島 彩, 1987년 6월 16일 ~ )는 일본의 여자 축구 선수이다.

## 국가대표팀 경력
그녀는 2008년 3월 10일 러시아과의 경기에서 일본 국가대표팀에 데뷔했다. 3번의 FIFA 여자 월드컵, 2012년 하계 올림픽에도 출전했다. 2011년 FIFA 여자 월드컵 우승, 2015년 FIFA 여자 월드컵 준우승, 2012년 하계 올림픽 은메달 획득에 기여. 그녀는 2021년까지 국제 A매치 통산 114경기에 출전, 5득점을 넣었다.

## 통계
| 일본 | 일본 | 일본 |
| 연도 | 출전 | 득점 |
| ---- | ---- | ---- |
| 2008 | 2    | 1    |
| 2009 | 3    | 0    |
| 2010 | 15   | 1    |
| 2011 | 18   | 0    |
| 2012 | 14   | 0    |
| 2013 | 3    | 0    |
| 2014 | 2    | 1    |
| 2015 | 12   | 1    |
| 2016 | 3    | 0    |
| 2017 | 13   | 0    |
| 2018 | 18   | 1    |
| 2019 | 10   | 0    |
| 2020 | 0    | 0    |
| 2021 | 1    | 0    |
| 통산 | 114  | 5    |